# Szeinen
A szeinen (青年漫画; Hepburn: seinen) mangastílus, amely általában a 18 és 30 év közötti férfiközönséget célozza meg, de például néhány manga a kicsivel idősebb üzletemberek számára készül. A japán nyelvben a szeinen fiatalembert vagy fiatalembereket jelent, de nincs szexuális vonzata. Köszönhetően annak, hogy az idősebb korosztályt célozza meg, a sónennel összehasonlítva lényegesen kisebb olvasóközönséggel rendelkezik. A szeinen női megfelelője a dzsószei. Számos művészi stílusban készülhet és témáját tekintve is széles körű, kezdve az avantgárdtól a pornográfig, több erőszak és szexualitás jelenik meg és sokkal pszichológiaibb. A szeinen manga abban is különbözik a sónentől, hogy nagyobb hangsúlyt fektet a valóságtartalomra és sokkal összetettebb a cselekménye. A szeinen főhőse bármilyen nemű és korú lehet, ellentétben a sónennel, ahol általában fiatal férfi a főhős. Hangsúly a cselekményen és a szereplők fejlődésén van a harc helyett, a szereplők közötti kapcsolatok sem túl ideálisak, ezért gyakran komor hangvételű. Néhány szeinen sorozat összekeverhető a sódzso mangákkal. Ez különösen igaz a szeinen vígjátékokra, mint a Chobits és a Csi's sweet home, vagy a szeinen drámákra, mint a Twin Spica. Tipikus szeinen manga a Ghost in the Shell, az Akira, a Berserk, a Battle Royale vagy a Gunnm.
A legegyszerűbben úgy állapítható meg egy mangáról, hogy szeinen, hogy az eredeti kandzsi szöveg felett nincs furigana, mely a legfiatalabb olvasóközönséget hivatott segíteni. A magazin címe, melyben a manga kiadásra került, szintén egy fontos jelzés. Azok a magazinok, melyek címében szerepel a „young” (fiatal) szó, például: Young Jump, biztosan szeinenmagazinok. Népszerű szeinen mangamagazinok az Ultra Jump, az Afternoon vagy a Big Comic.